# Husayn al-Umari
Husayn al-Umari (arabisch حسين العمري) ist ein jemenitischer Politiker und Hochschullehrer.
Er ist Schura-Rats-Mitglied seines Landes und Mitglied des UNESCO-Exekutivrats. Er lehrt als Professor für Neuere und Neueste Geschichte an der Universität Sanaa.
Umari war einer der Unterzeichner der Botschaft aus Amman (englisch Amman Message).